# Zwentendorf an der Donau
Zwentendorf an der Donau is een gemeente in de Oostenrijkse deelstaat Neder-Oostenrijk, gelegen in het district Tulln (TU). De gemeente heeft ongeveer 3700 inwoners.

## Geografie
Zwentendorf an der Donau heeft een oppervlakte van 53,85 km². Het ligt in het noordoosten van het land, ten noordwesten van de hoofdstad Wenen.

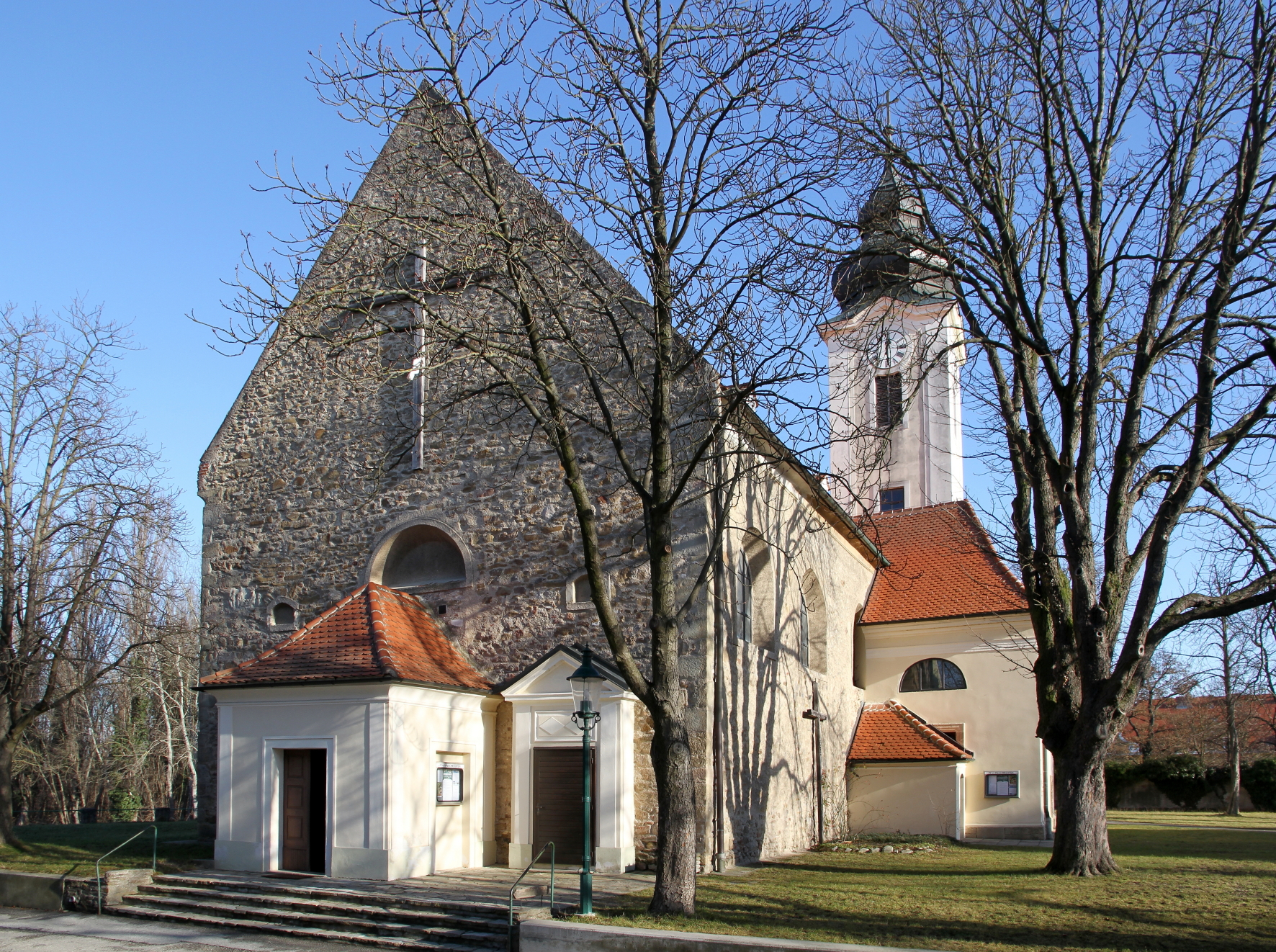
Kerk

Absdorf · Atzenbrugg · Fels am Wagram · Grafenwörth · Großriedenthal · Großweikersdorf · Judenau-Baumgarten · Kirchberg am Wagram · Königsbrunn am Wagram · Königstetten · Langenrohr · Michelhausen · Muckendorf-Wipfing · Sieghartskirchen · Sitzenberg-Reidling · Sankt Andrä-Wördern · Tulbing · Tulln an der Donau · Würmla · Zeiselmauer-Wolfpassing · Zwentendorf an der Donau
- Gemeinsame Normdatei: 4068242-0
- Library of Congress Control Number: nb2018023674
- Virtual International Authority File: 236808061
- WorldCat: E39PBJpv3bctPr69F9bYpCChHC